# جیسی فلپس
جیسی فلپس (انگلیسی: Jaycie Phelps؛ زادهٔ ۲۶ سپتامبر ۱۹۷۹) ژیمناست هنری اهل ایالات متحده آمریکا است.